# Pomnik ku czci powstańców styczniowych w Opocznie
Pomnik ku czci powstańców styczniowych w Opocznie – pomnik upamiętniający miejsce, w którym Moskale dokonywali w Opocznie egzekucji uczestników powstania styczniowego w latach 1863–64.
Pomnik znajduje się na pasie zieleni na ul. Partyzantów w Opocznie przy skrzyżowaniu z ul. Piotrkowską. Zgodnie z przekazami ustnymi w tym miejscu w czasie powstania styczniowego w latach 1863–1864 znajdował się drewniany pal, przy którym rozstrzeliwano schwytanych powstańców.
Pomnik został zbudowany w 1990 r. według projektu Włodzimierza Koperkiewicza – lokalnego opiekuna miejsc pamięci narodowej. Główną część pomnika stanowi na wpół leżący krzyż wykonany ze stalowych szyn kolejowych. Górna część krzyża jest uniesiona i wsparta na kopcu zespojonych ze sobą granitowych głazów narzutowych. W dolnej części krzyża umieszczono tablicę z inskrypcją „Miejsce egzekucji powstańców styczniowych w latach 1863–64” i podpis „Rodacy 1990 r.”.